# William Wallace
William Wallace of Elerslie, wym. /ˈwɪl yəm ˈwɒl ɪs/ (gael. Uilleam Uallas; ur. 7 lutego 1270 w Renfrewshire, Szkocja, zm. 23 sierpnia 1305 w Londynie) – przywódca szkockiego powstania przeciwko rządom Anglii (Normanów) Edwarda I Długonogiego, bohater narodowy Szkocji.

## Początek powstania
Syn skromnego właściciela ziemskiego, sir Alana Wallace’a, miał dwóch braci: Malcolma i Johna Wallace’ów.
Dzieje Williama przed rokiem 1297 są nieznane. Po wybuchu powstania przeciw Anglikom w 1297 roku Wallace został jego przywódcą. Według opowieści stało się tak, ponieważ w maju 1297 roku zabił Williama Heselriga, angielskiego szeryfa w Lanark, mszcząc się za śmierć Marion Braidfute z Lamington, swojej młodej żony. Następnie wraz z grupą powstańców opanował angielski garnizon w Scone, miejscu ważnym dla tradycji szkockiej. Następnie zaatakował i zniszczył kilka mniejszych garnizonów angielskich rozlokowanych pomiędzy rzekami Forth i Tay.
Powstanie ogarnęło zachodnią i południową Szkocję; na północy prowadził je Andrew de Moray. W środku lata 1297 roku ruszył na północny zachód, do Argyll, rozpoczynając jawną wojnę przeciwko panowaniu Anglików. W pobliżu jeziora Dochard zastąpił mu drogę oddział MacFadyena, irlandzkiego najemnika w służbie angielskiej. W zaciętej bitwie Wallace pokonał MacFadyena i chociaż ten uciekł z zaledwie piętnastoma ludźmi, kazał go ścigać aż do zupełnego wytępienia niedobitków. Po bitwie z MacFadyenem poprowadził swoich ludzi przez centralne wyżyny (Highlands) do Perth. Obległ miasto i zdobył je po krótkim oblężeniu, używając po raz pierwszy prymitywnych machin oblężniczych. Potem zajął Cupar i dotarł do Aberdeen. Po drodze zaatakował i zdobył zamek Dunnottar, w którym kazał wyciąć całą angielską załogę. Na całej trasie marszu ludzie Wallace’a, chcąc przerazić przeciwnika, zabijali każdego Anglika, który stanął im na drodze. Karali także, a czasami nawet brutalnie mordowali tych Szkotów, którzy próbowali zachować lojalność wobec Edwarda I i jego urzędników. Wiadomości o zbliżaniu się Wallace’a i wybuch powstania w Aberdeenshire sprawiły, że angielski dowódca Aberdeen, sir Henry Latham, przeszedł na stronę Szkotów i wydał zamek w ręce powstańców. Przerażony wieściami o okrucieństwie wojsk Wallace’a próbował ewakuować garnizon drogą morską. Wallace zaskoczył jego flotę unieruchomioną odpływem, wybił Anglików i spalił ich statki razem ze wszystkimi zapasami.
Pozostawiwszy Aberdeen w rękach miejscowych powstańców, armia Wallace’a zawróciła na południe. Wallace bezskutecznie oblegał zamek Dundee, ale kiedy nadciągnęła armia angielska pod wodzą Johna de Warenne, Earla Surrey, połączył się z Morayem i pokonał ją w bitwie pod Stirling (11 września 1297). Zwycięstwo umożliwiło mu opanowanie zamku w Stirling, który się poddał. Następnie zajął Dundee, zaatakował i zdobył zamek Cupar, wybijając całą angielską załogę złożoną z 200 ludzi. Inne garnizony angielskie, z wyjątkiem tych w Edynburgu, Roxburghu i Berwick, nie chciały ryzykować i opuściwszy swoje pozycje, rozpoczęły odwrót na południe. W połowie października, poza kilkoma odosobnionymi punktami, na ziemi szkockiej nie było ani jednego żołnierza angielskiego.

## Pasowanie na rycerza i dalsze dzieje

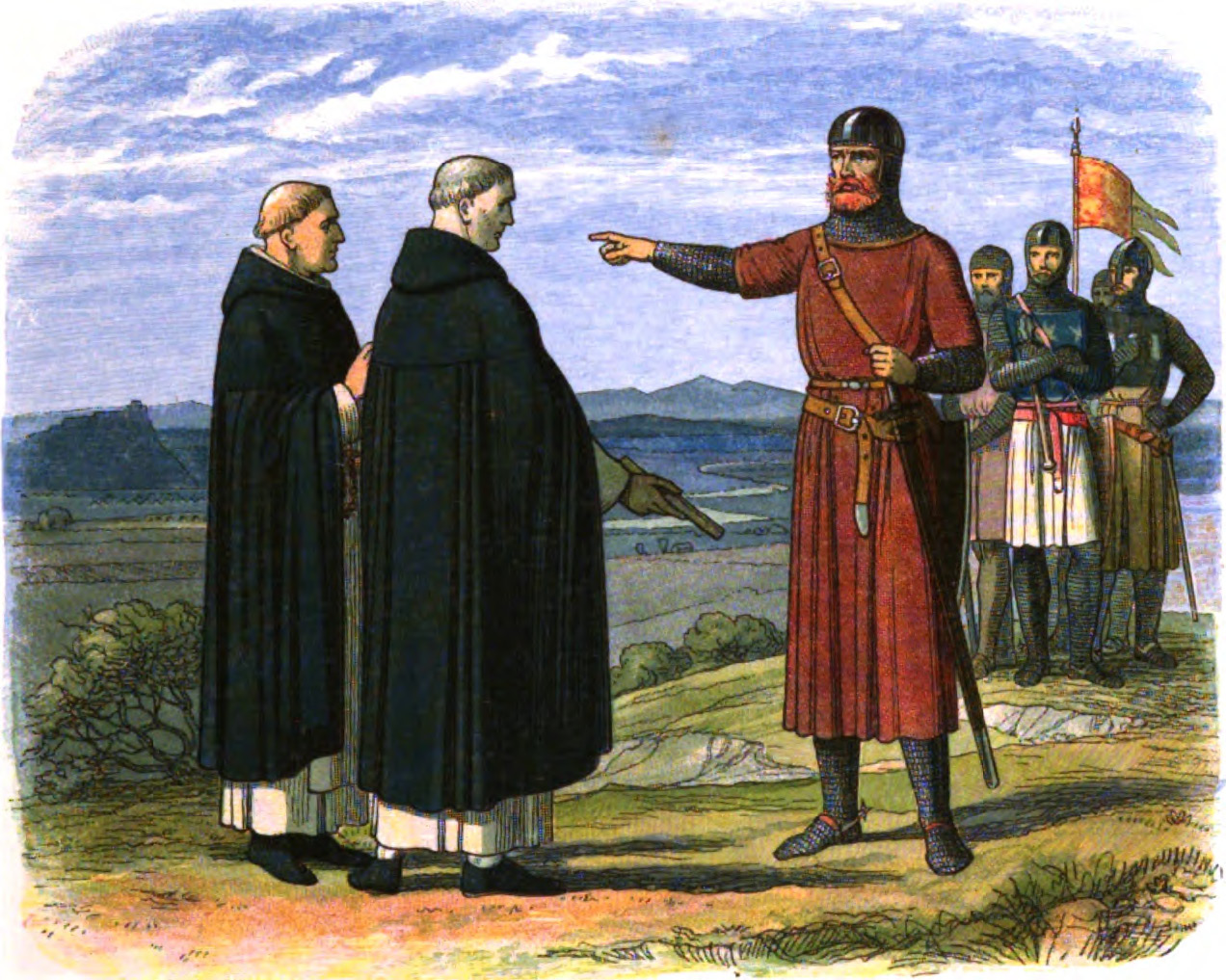
William Wallace odrzuca propozycję angielskich posłów.

Wallace uznał władzę Jana Balliola jako króla Szkocji i 18 października 1297 roku podjął decyzję o inwazji na północną Anglię w celu zdobycia zapasów na zimę (wyniszczona angielską okupacją i zniszczeniami wojennymi Szkocja była tych zapasów pozbawiona). W trzeciej dekadzie października wojska szkockie zgromadzone na wrzosowisku Roslin Moor ruszyły na południe, przekroczyły rzekę Tweed i wkroczyły do Nortumbrii. W ciągu następnych dwóch miesięcy Szkoci pustoszyli północne hrabstwa Durham, Cumberland i Northumberland, spalili Alnwick i oblegli Carlisle.
W marcu 1298 Wallace został pasowany na rycerza i obwołany strażnikiem królestwa, sprawującym władzę nad Szkocją w imieniu uwięzionego króla Jana Balliola. Wobec wkroczenia do Szkocji wojsk dowodzonych przez króla Edwarda I, przyjął taktykę unikania walnej bitwy i wciągania Anglików w głąb kraju. Król angielski przejrzał te zamiary i spiesznym marszem spod Edynburga dopadł pod Falkirk niewyćwiczone i słabo uzbrojone oddziały szkockie. W bitwie pod Falkirk siły Wallace’a zostały pokonane; zawiodła szkocka szlachta, która nie podesłała konnicy. Wallace został ranny, ale zdołał uciec wraz z 300 włócznikami i schronić się w lasach Callande. Zrezygnował z godności strażnika i wyjechał ze Szkocji; sukcesję po nim objęli Robert Bruce (późniejszy król Robert I) i sir John Comyn zwany Czerwonym.

## Upadek powstania i śmierć

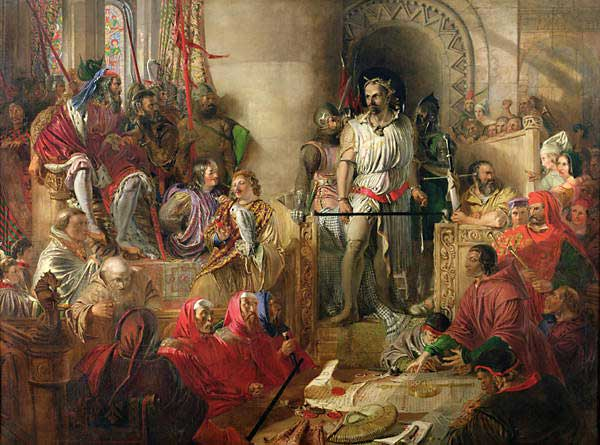
Sąd Williama Wallace’a

Jesienią 1299 roku Wallace przebywał na dworze króla Francji Filipa IV Pięknego, a następnie, wyposażony w jego list polecający, udał się do papieża Bonifacego VIII. Być może chodziło o wyjednanie interwencji w sprawie Jana Balliola, nominalnego króla Szkocji. W 1301 (lub w 1303) roku Wallace powrócił do Szkocji. Chciał kontynuować walkę, choć większość szlachty poddała się Edwardowi I. Król Anglii żądał od Wallace’a bezwarunkowej kapitulacji i zdania się na jego łaskę. Dowódcy angielscy i szkoccy otrzymali zadanie pojmania Wallace’a. Umknął z zasadzki pod Earnside we wrześniu 1304 roku. 3 sierpnia 1305 roku Wallace został schwytany w Robroyston w pobliżu Glasgow przez Szkota Johna Menteitha. Opuścili go wszyscy. Przewieziony do Londynu, został oskarżony o zdradę i przestępstwa (morderstwa, podpalenia, niszczenie własności prywatnej, świętokradztwo) i stracony poprzez powieszenie i poćwiartowanie przez Anglików na Towerhill w Londynie.

## Upamiętnienie

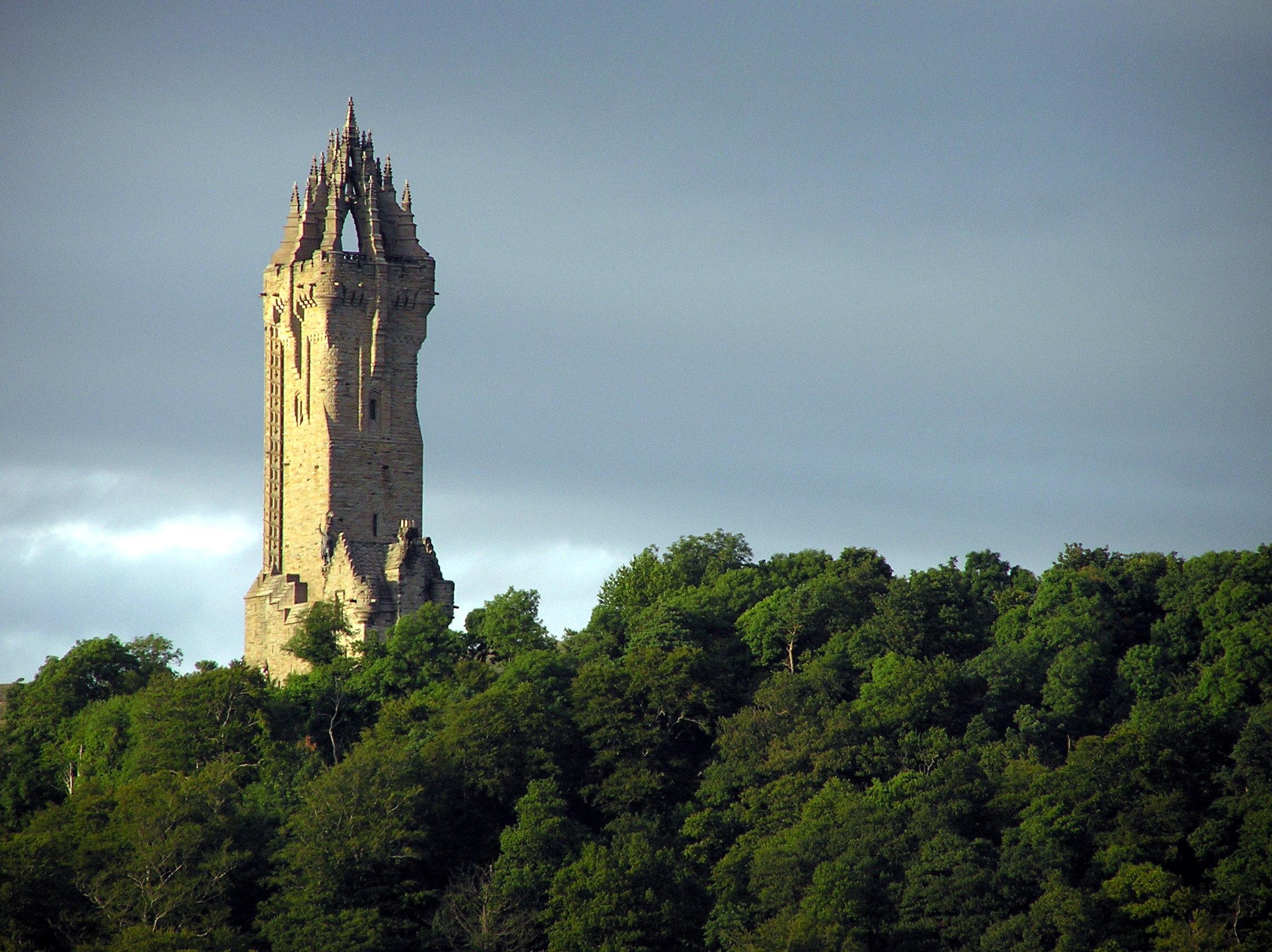
Wallace Monument

Williama Wallace’a opiewają szkockie pieśni ludowe. Na jego cześć w latach 1861–1869 powstał ogromny pomnik (Wallace Monument) na skale Abbey Craig w pobliżu Stirling.
Postać Williama Wallace’a spopularyzował film pt. Braveheart. Waleczne serce (Braveheart 1995) w reżyserii Mela Gibsona.